# Уэст-энд-Ист-Лилман (Флорида)
Уэст-энд-Ист-Лилман (англ. West and East Lealman) — статистически обособленная местность, расположенная в округе Пинеллас (штат Флорида, США) с населением в 21 753 человека по статистическим данным переписи 2000 года.

## География
По данным Бюро переписи населения США статистически обособленная местность Уэст-энд-Ист-Лилман имеет общую площадь в 12,17 квадратных километров, водных ресурсов в черте населённого пункта не имеется.
Статистически обособленная местность Уэст-энд-Ист-Лилман расположена на высоте 15 м над уровнем моря.

## Демография
| Год переписи        | Нас.  |  | %±   |
| ------------------- | ----- |  | ---- |
| 1980                | 19873 |  | —    |
| 1990                | 21748 |  | 9,4% |
| 2000                | 21753 |  | 0%   |
| 1980–2000 Источник: |       |  |      |

По данным переписи населения 2000 года в Уэст-энд-Ист-Лилман проживало 21 753 человека, 5369 семей, насчитывалось 9906 домашних хозяйств и 11 750 жилых домов. Средняя плотность населения составляла около 1787,43 человека на один квадратный километр. Расовый состав населённого пункта распределился следующим образом: 88,31 % белых, 3,22 % — чёрных или афроамериканцев, 0,61 % — коренных американцев, 4,08 % — азиатов, 0,07 % — выходцев с тихоокеанских островов, 2,05 % — представителей смешанных рас, 1,65 % — других народностей. Испаноговорящие составили 4,91 % от всех жителей статистически обособленной местности.
Из 9906 домашних хозяйств в 23,5 % воспитывали детей в возрасте до 18 лет, 36,4 % представляли собой совместно проживающие супружеские пары, в 12,7 % семей женщины проживали без мужей, 45,8 % не имели семей. 37,0 % от общего числа семей на момент переписи жили самостоятельно, при этом 16,3 % составили одинокие пожилые люди в возрасте 65 лет и старше. Средний размер домашнего хозяйства составил 2,16 человек, а средний размер семьи — 2,82 человек.
Население статистически обособленной местности по возрастному диапазону по данным переписи 2000 года распределилось следующим образом: 21,0 % — жители младше 18 лет, 6,7 % — между 18 и 24 годами, 28,9 % — от 25 до 44 лет, 23,9 % — от 45 до 64 лет и 19,3 % — в возрасте 65 лет и старше. Средний возраст жителей составил 41 год. На каждые 100 женщин в Уэст-энд-Ист-Лилман приходилось 99,1 мужчин, при этом на каждые сто женщин 18 лет и старше приходилось 97,4 мужчин также старше 18 лет.
Средний доход на одно домашнее хозяйство статистически обособленной местности составил 26 282 доллара США, а средний доход на одну семью — 31 915 долларов. При этом мужчины имели средний доход в 25 700 долларов США в год против 20 639 долларов среднегодового дохода у женщин. Доход на душу населения статистически обособленной местности составил 26 282 доллара в год. 11,5 % от всего числа семей в населённом пункте и 17,4 % от всей численности населения находилось на момент переписи населения за чертой бедности, при этом 22,1 % из них были моложе 18 лет и 12,7 % — в возрасте 65 лет и старше.